# Veeva系統
Veeva系統（Veeva Systems Inc.，：VEEV）是美國的雲端運算公司，著重在制药产业及生命科學的產業應用Veeva系統的總部在加利福尼亚州的普莱森顿，在2007年由Peter Gassner和建立，此公司的服務是以软件即服务（SaaS）的方式，使用在全世界的生命科學產業。截至2020年8月21日，其市值為400億美元。